# نیمه‌کژدمان
همیسکرپیدائه (نام علمی: Hemiscorpiidae) نام یک تیره از راسته کژدم است.